# Biatora helvola
Biatora helvola är en lavart som beskrevs av Körb. ex Hellb. Biatora helvola ingår i släktet Biatora och familjen Ramalinaceae.  Arten är reproducerande i Sverige. Inga underarter finns listade i Catalogue of Life.